# Die Ketzerbraut (Film)
Die Ketzerbraut ist eine deutsch-österreichisch-tschechische Koproduktion aus dem Jahr 2017. Der unter der Regie von Hansjörg Thurn entstandene Fernsehfilm wurde am 14. Februar 2017 auf Sat.1 emotions erstausgestrahlt und hatte seine Free-TV-Premiere am selben Tag bei Sat.1 und ORF eins. Das Drehbuch basiert auf dem gleichnamigen Roman von Iny Lorentz.

## Handlung
Deutschland im Jahr 1518:
Genoveva „Veva“ Leibert wächst als wohlbehütete Tochter des Glashändlers Bartholomäus Leibert in München auf. Sie fühlt sich zunächst von den freigeistigen Ideen ihres Jugendfreundes, des Malers Ernst Rickinger, angesprochen. Dieser verteilt maskiert Flugblätter in der Stadt und wettert gegen den Ablasshandel der katholischen Kirche. Damit ist er dem erzkonservativen katholischen Priester Johann von Perlach ein Dorn im Auge. Auf der Jagd nach dem Ketzer verbreitet der Gottesmann mit Hilfe des Ritters von Gigging und seiner Frau Walpurga Angst und Schrecken in München, willkürliche Folter und Todesstrafen sind zur Zeit der Inquisition an der Tagesordnung.
Vevas Vater, ein Bewunderer des Universalgelehrten Leonardo da Vinci, möchte Perlach und seiner Schreckensherrschaft Einhalt gebieten. Allerdings kommt ihm dieser zuvor, indem er Bartholomäus und seinen Sohn Barthel töten und sein Haus niederbrennen lässt und den Besitz der Kirche überschreibt. Walpurgas Schergen entführen und schänden Veva und machen sie zur Zeugin des Angriffs auf ihr Elternhaus, bei dem die Mörder Ketzermasken tragen. Veva sinnt fortan nur noch auf Rache: die gottlosen Ketzer sollen sterben. Damit sie Bürgerin werden kann und das Recht erlangt, Jagd auf die Ketzer zu machen, heiratet sie ihren Freund Ernst Rickinger. Was sie allerdings zunächst nicht weiß, dass auch er zu jenen gehört, die Martin Luther unterstützen und er der von Perlach gesuchte Ketzer von München ist. Ausgerechnet Walpurgas Folterknechte, die einst über sie hergefallen sind, sollen ihr die Köpfe der Mörder ihres Vaters und Bruders bringen.
Nachdem die Tarnung von Ernst Rickinger als der von Perlach gesuchte Ketzer auffliegt, versucht Walpurga das Vertrauen von Veva zu gewinnen. Walpurga sei von der Unschuld Rickingers überzeugt, hinter all dem würde ihr Mann – der in Wirklichkeit vor Jahren an der Pest verstorbene Ritter von Gigging – stecken. Sie selbst wolle von ihrem Mann frei sein und stehe eigentlich auf der Seite Luthers und seiner Anhänger. Zusammen reiten Walpurga und Veva nach Augsburg, um Fugger zu treffen. Er soll Veva helfen, die Mörder von Barthel und ihrem Vater zu richten. Dort versucht Walpurga, Veva von ihren Leuten ermorden zu lassen, Veva überlebt jedoch knapp und wird mit Hilfe der Sarazenin und des Zigeuners Sandor gerettet. Nachdem Veva erfährt, dass in Wahrheit Walpurga der mordende Hauptmann von München ist, die in der Rüstung ihres toten Mannes und mit Johann von Perlach unter einer Decke steckt, ruft Veva die vor den Toren der Stadt lagernden Fahrenden zu den Waffen. Walpurga und der flüchtende Perlach werden dabei getötet. Walpurga von Gigging trifft ein Wurfmesser der Sarazenin in die Lunge, während Perlach von einem wütenden Mob zu Tode geprügelt wird. Veva bricht zusammen und wird erneut von der Sarazenin und Sandor gepflegt, sodass sie mit Rickinger nach Venedig reisen kann.

## Produktion und Hintergrund
Die Dreharbeiten fanden im September und Oktober 2016 in Tschechien, Österreich und Deutschland statt, gedreht wurde unter anderem auf Schloss Moosham im Salzburger Lungau und in Bergen im Chiemgau. Produziert wurde der Film von TV60Filmproduktion, der Josef Aichholzer Filmproduktion GmbH und Wilma Film s.r.o. in Zusammenarbeit mit Red Arrow International. Unterstützt wurde der Film vom FilmFernsehFonds Bayern, dem Fernsehfonds Austria, dem Film Industry Support Programm des Kulturministeriums der Tschechischen Republik und dem Land Salzburg, beteiligt waren der Österreichische Rundfunk und Sat.1.
Der Titelsong Night Will Fade stammt von Beyond the Black. Die Kostümausstattung erfolgte durch Lambert Hofer, für das Szenenbild zeichnete Jana Karen verantwortlich.
Im Anschluss an die Erstausstrahlung wurde auf Sat.1 die Dokumentation Verdammt – Das wahre Schicksal der Ketzerinnen gezeigt.

## Rezeption
Rainer Tittelbach schrieb: „Im Gegensatz zu den Iny-Lorentz-Verfilmungen im ZDF, Die Pilgerin und Das goldene Ufer, bleibt die philosophische Dimension unterbelichtet. Auch wenn hier der Zeithorizont, die Kultur- und Kirchenhistorie, immer wieder alibihaft im Dialog eingefangen wird – die Geschichte wird weniger als eine Reise auf dem Weg ins Leben, ins Zeitalter der Vernunft oder ins Licht der erkenntnisreichen Wissenschaft, erzählt. Leben ist und bleibt lange Zeit alttestamentarischer (Überlebens-)Kampf. Erst am Ende entsteht eine Ahnung von einer freieren Gesellschaft. Die Inquisition ist besiegt – und Bella Italia lockt.“
Die Süddeutsche Zeitung titelte: „Die Wanderhure heißt jetzt Ketzerbraut“, die Grundkonstruktion der Geschichte sei dieselbe. Die interessanteste Figur in der Geschichte sei Walpurga von Gigging, dargestellt von Elena Uhlig als „angsteinflößender Wuchtbrumme mit Lockenperücke und einem Kostüm, das an die putzigen Outfits der Gummibärenbande erinnert“.
In Deutschland verfolgten den Film bei Erstausstrahlung 2,62 Millionen Zuseher, der Marktanteil lag bei 8,8 Prozent. Die Dokumentation erreichte 1,29 Millionen Seher.